# Монемвасія
Монемвасія (грец. Μονεμβασία, італ. Malvasìa) — місто й муніципалітет у Лаконії, Греція. Місто розташоване на невеликому однойменному острові біля східного узбережжя Пелопоннесу. Острів з'єднаний з материком короткою дамбою довжиною 200 метрів. Його територія в основному складається з великого плато що здіймається на висоту біля 100 метрів над рівнем моря, з шириною до 300 м і довжиною до 1 км, на якому розташовується потужна середньовічна фортеця. З середньовічного періоду залишилися міські стіни та багато візантійських церков.

## Етимологія
Назва міста походить від поєднання двох грецьких слів — mone і emvasia, що означає «єдиний вхід». Його італійська форма, Malvasia, дала назву вину Мальвазія. Монемвасію часто називали «Гібралтаром Сходу» або просто «Скелею».

## Історія

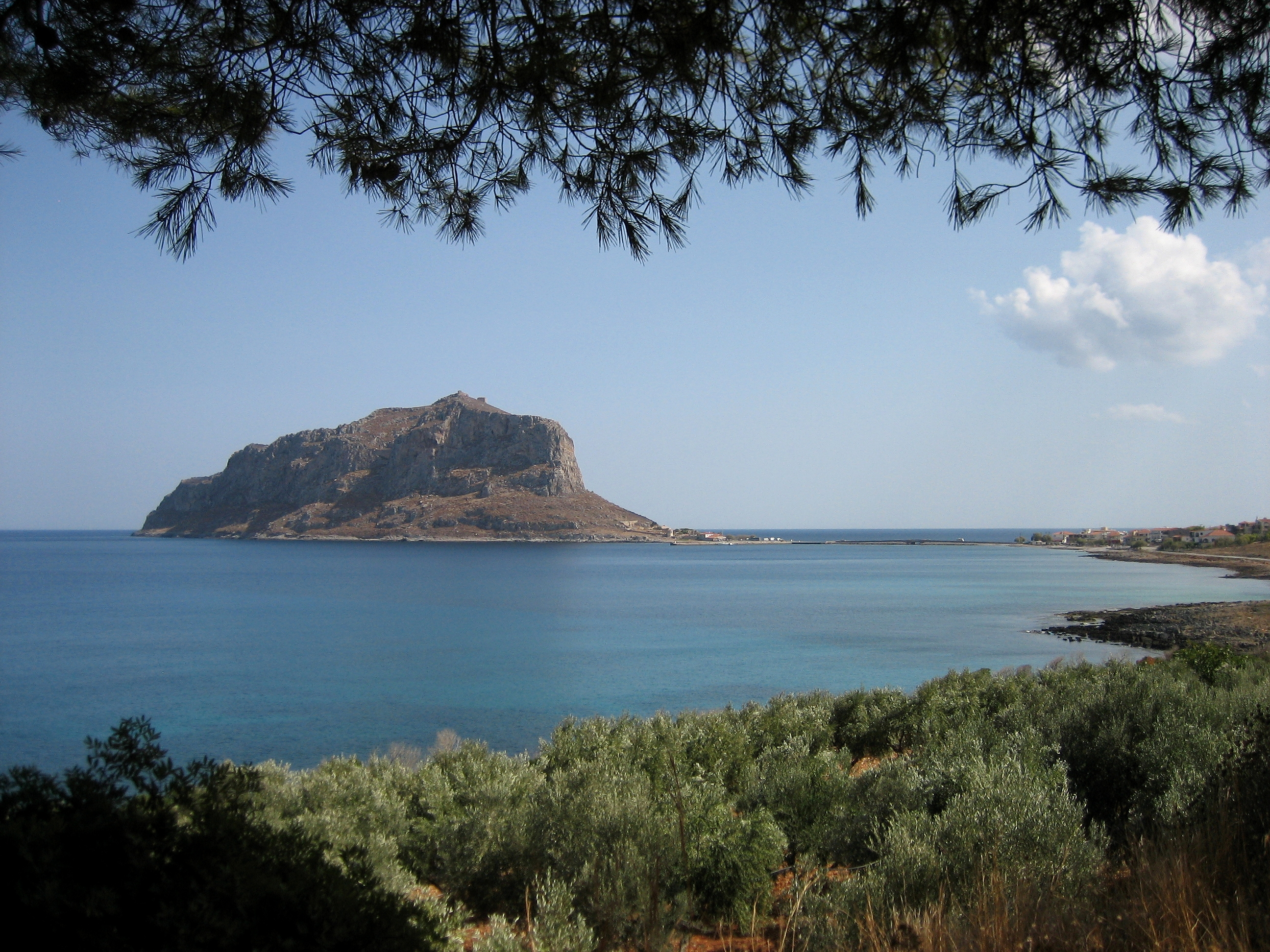
Вид на скелю Монемвасія з материка

### Рання історія
Хоча в давнину цей острів залишався незаселеним, можливо, на ньому розташовувався мінойський торгівельний пост, оскільки Павсаній, відомий грецький мандрівник і географ, називав це місце «Акра Міной», що перекладається як «Мінойський мис».
Місто і фортеця були засновані в 583 році жителями Пелопоннесу, які шукали прихистку від слов'янської та аварської навали на Грецію. Історія аварсько-слов'янського вторгнення й окупації Пелопоннесу у період між 587 і 805 роками описана в середньовічній хроніці Монемвасії.

### В складі Візантії (587—1460)
З X століття нашої ери місто перетворилося на важливий торговий і морський центр. Усередині фортеці обробляли земельні наділи, які годували до 30 чоловік. Фортеця витримала арабські та норманські вторгнення в 1147 році.
Після захоплення Константинополя в 1204 році під час Четвертого хрестового походу і створення на землях Візантії декількох держав хрестоносців, Монемвазія продовжувала залишатись під грецьким контролем до 1248 року, коли, після трьох років облоги місто здалось на почесних умовах Гільйому II де Віллардуену, правителю франкського Ахейського князівства. Проте вже у 1259 році, в результаті битви при Пелагонії, Гільйом був захоплений в полон імператором грецької Нікейської імперії Михаїлом VIII Палеологом. В 1261 році Михаїлу Палеологу вдалось захопити Константинополь і відновити Візантійську імперію. В 1262 році Монемвазія була передана візантійському імператору як частина викупу за звільнення Гільйома і увійшла до складу новоутвореного Морейського деспотату.
Місто залишалось в складі Візантійської імперії до 1460 року, ставши резиденцією імперського губернатора, місцем організації візантійських операцій проти франків, основним портом відвантаження (якщо не завжди виробництва) вина Мальвазії та одним з найнебезпечніших лігвів корсарів у Леванті. Імператори надали місту цінні привілеї.
В 1292 році арагонський адмірал на службі Сицилійського королівства Руджеро Лаурія розграбував та зруйнував нижнє місто, та вивіз багато його мешканців, серед них жінок, вправних ткачих та шовкопрядниць, в якості полонених в Мессіну на Сицилію.
У 1302 році, на своєму шляху до Константинополя, в місті зупинялась Каталонська компанія. У 1385 році деспот Мореї Теодор I Палеолог скинув місцевого правителя Монемвасії Павла Мамона за допомогою османської армії на чолі з Омар-беєм, генералом Баязида I, яка захопила Монемвазію і передала її Палеологу. В 1397 году турецька армия на чолі з Якуб-пашою и Евренос-беем захопила і розграбувала Монемвасію. В 1401 році імператор Мануїл II Палеолог на шляху до Західної Європи залишив в Монемвасії імператрицю з двома дітьми під захистом свого брата, деспота Мореї Феодора I.
Близько 1401 року в місті народився історик Георгій Спранцес. У 1419 році Монемвазія, здається, перейшла у володіння Венеції, але незабаром повернулася деспоту.
Після падіння Константинополя в 1453 році Монемвасія протистояла нападам султана Мехмеда II в 1458 і 1460 роках. Після того, як 30 травня 1460 року фортеця Містра добровільно здалась військам Мехмеда II, Морейський деспотат фактично припинив своє існування і Монемвасія залишилась єдиним володінням колишнього деспота Мореї і претендента на імперський престол Фоми Палеолога. У нього не було ресурсів для захисту міста, і Фома запропонував місто спочатку султану, а врешті продав Папі.

### Венеційське правління (1464—1540)

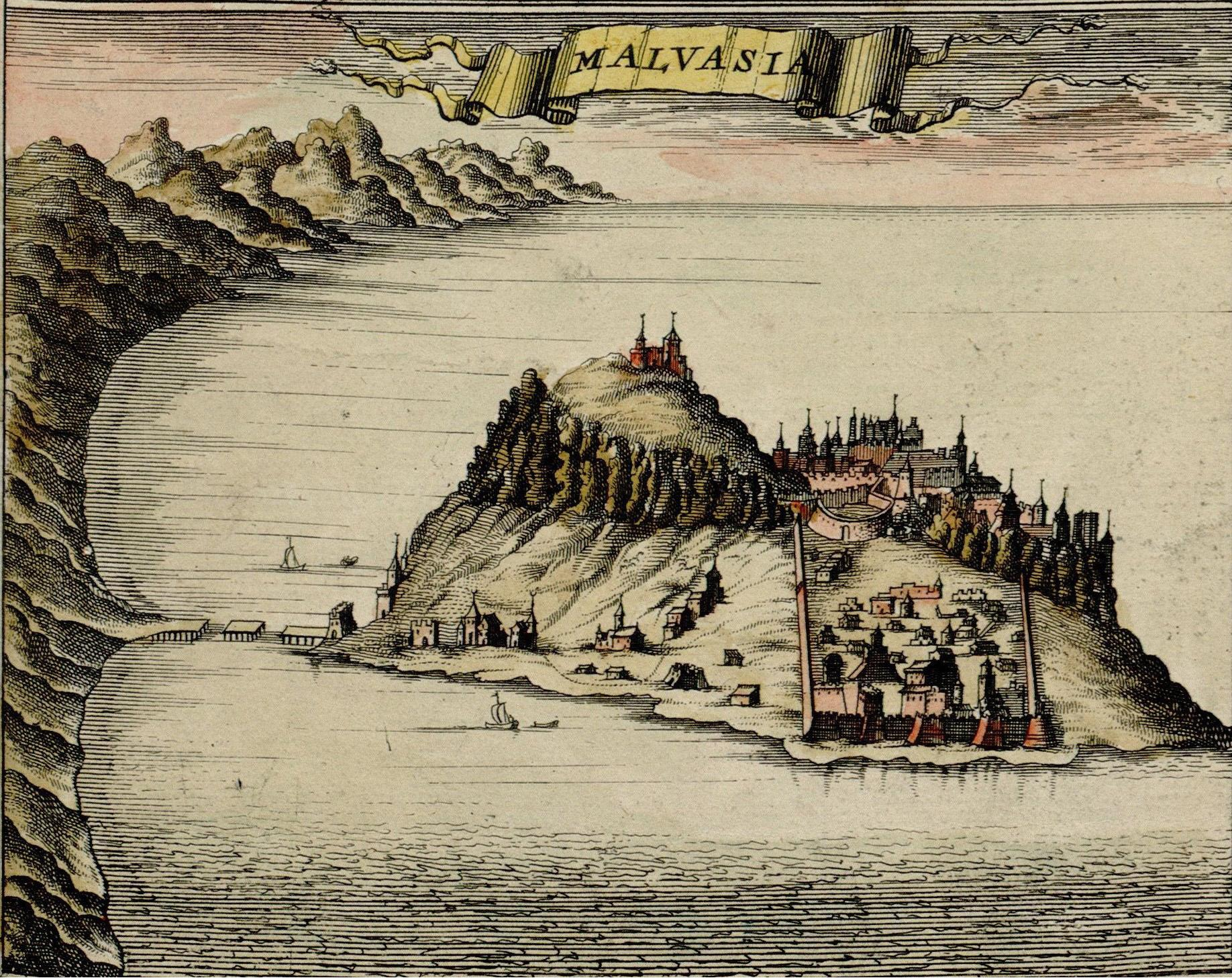
Фортеця Мальвазія на карті Ф. де Вітта, Амстердам, 1680.

В 1464 році мешканці міста, які бачили слабкість папських представників і не вважали, що Папа може надати місту реальний захист, запросили до міста венеційський гарнізон. Під венеційським правлінням місто процвітало до часів другої османсько-венеційської війни, яка закінчилась мирним договором 1503 року, згідно якого Венеційська республіка віддавала під контроль Османської імперії майже всі свої володіння на узбережжі Пелопоннесу, за винятком Навпліона і Монемвасії. Хоч сама фортеця Монемвасія залишилась в руках венеційців, місто втратило усі свої сільськогосподарські землі на материку, джерело продовольства та мальмзійського вина. Відтак продовольство повинно було надходити в Мнемвасію морем або з підлеглих османам земель, а вирощування вина занепало під турецьким пануванням. Нарешті, в результаті Третьої османсько-венеційської війни (1537—1540 рр) венеційці втратили на користь османів свої останні два володіння на материковій частині Греції — Нафпліон та Монемвасію. Ті жителі, які не бажали жити під турецькою владою, отримували землі в інших венеційських колоніяї.

### Османське правління (1540—1821)
Під час османського правління місто було відомо як «Menekse» (турецькою — «Фіалка») і було центром санджака (провінції) в еялеті Морея.
В 1690 році під час Морейської війни місто з суші і з моря беруть в облогу венеційці на чолі з адміралом Франческо Морозіні і 18 серпня османи укладають з венеційцями договір, згідно якого передають Монемвасію Венеції. В місто повертаються мешканці. 7 вересня 1715 року в ході останньої османсько-венеційської війни (1714—1718) Монемвасія без бою повернулась Османській імперії. Монемвасію знову покидають мешканці і вона поступово занепадає. Проте комерційне значення міста зберігалося аж до 1770 року, коли місто було зруйноване албанцями в ході придушення Пелопонеського повстання під час російсько-турецької війни і залишена мешканцями.
В березні 1821 року під час Грецької війни за незалежність від Османської імперії, фортеця була взята в облогу приватною армією в складі двох тисяч повстанців з числа жителів Лаконії і Кінурії на чолі з Цаннетакісом Григоракісом (Γρηγοράκηδες), Дзанетакідесом (Τζανετάκηδες) і Вузанарою (Βουζανάρα. 23 липня 1821 року, післе трьохмісячної облоги фортеця була захоплена повстанцями, які повністю вирізали залишки турецької залоги. У 1822 році Монемвасія стала місцем проведення перших національних зборів.

### Сучасність
У 1971 році Монемвасію поєднали з материком мостом на західній стороні острова, який з'єднується з трасою GR-86. Місто відроджується завдяки перетворенню на туристичну аттракцію і збільшенню потоку туристів. Середньовічні будівлі були відреставровані, багато з них переобладнані під готелі.
Протягом кількох останніх років, 23 липня, у головному порту відбувалося святкування Дня Незалежності. Мешканці та гості можуть зібратися, щоб подивитися, як корабель, який щороку будують, наповнюють піротехнікою та підпалюють.
Тут знімали фільм жахів «Вітер» 1986 року.

## Муніципалітет
Муніципалітет Монемвасія був утворений під час реформи місцевого самоврядування 2011 року шляхом злиття наступних 5 колишніх муніципалітетів, які стали муніципальними одиницями:
- Asopos
- Molaoi
- Монемвасія
- Voies
- Заракас

Муніципалітет має площу 949,3 квадратного кілометра (366,5 миля2), муніципальна одиниця площею 209,0 квадратного кілометра (80,7 миля2).

## Історичне населення
| Рік      | Спільнота | Муніципальна одиниця | муніципалітет |
| -------- | --------- | -------------------- | ------------- |
| 1981 рік | 707       | -                    | -             |
| 2001 рік | 1405      | 4660                 | -             |
| 2011 рік | 1418      | 4041                 | 21 942        |

## Географія
Острів Монемвасія був відділений від материка землетрусом в 375 році нашої ери. Більшу частину території острова займає плато на висоті близько 100 метрів над рівнем моря, а однойменне місто побудоване на схилі на південний схід від скелі, звідки відкривається вид на затоку Палеа Монемвасія. Багато вулиць вузькі і придатні лише для пішоходів і ослів . На північному заході розташований невеликий хутір приблизно з 10 будинків.

## Пам'ятки

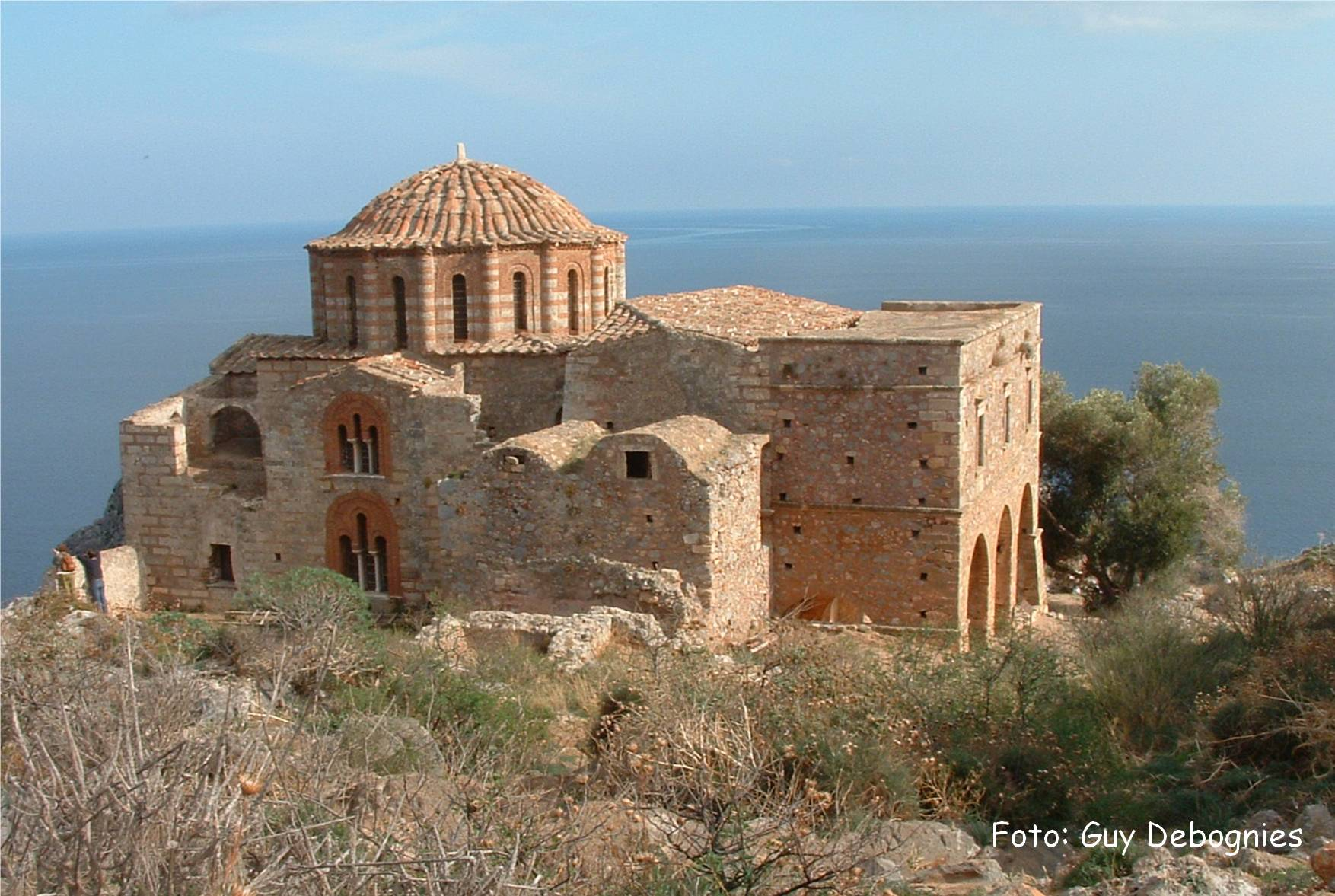
Церква Святої Софії

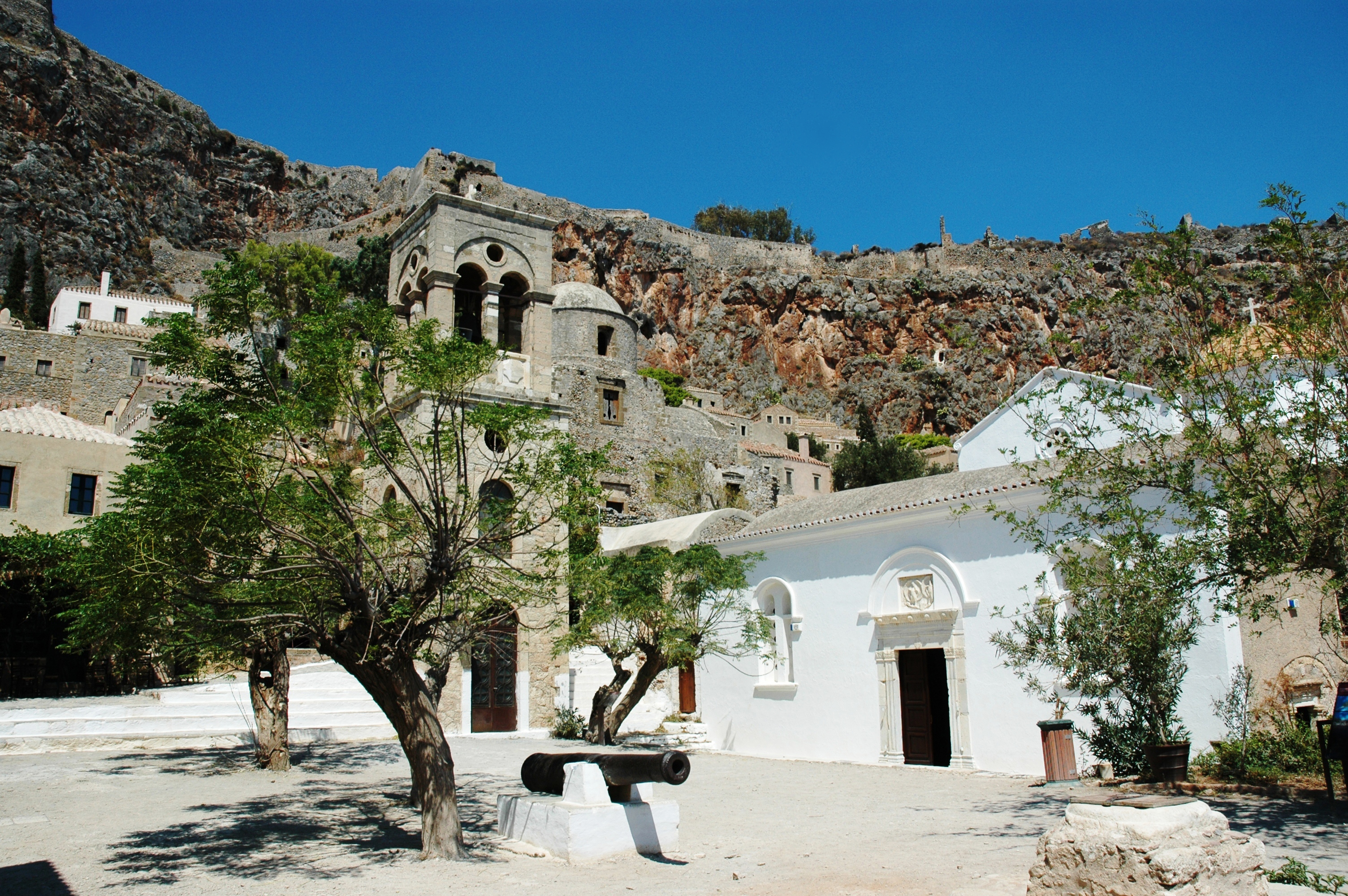
Центральна площа в Монемвасії з візантійскою церквою Розпяття Христа (Элкоменос-Христос)

- Храм Святої Софії — збудований під час правління імператора Андроніка II Палеолога біля 1150 року і є найбільш помітною спорудою Монемвасії. Розташована у верхньому місті на найвищій точці скелі. Під час османського панування була переобладнана в мечеть. Церква була відреставрована в 1950-х роках.
- Собор Розпяття Христова (Элкоменос-Христос) — розташований на центральній площі міста кафедральний собор було засновано в 1293 році імператором Андроніком II Палеологом, після його візита до Монемвасії. В 1697 році собор було перебудовано венеційцями.
- Церква Пресвятої Богородиці Хрисафітіси — зведена в XV столітті на месці більш давньої церкви. В церкві знаходиться ікона Панагії або Одигітрії 1150 року, від якої походить назва церкви. Назва самої ікони походить від лаконійського поселення Хрисафа (Χρύσαφα), де вона знаходилась до перенесення в Монемвасію.
- Під час другого венеційського правління були зведені церква Пресвятої Богородиці Міртідіотіса (в 1690 році) і Святого Миколая (в 1703 році.
- В 6 кілометрах на північний захід знаходяться залишки давньогрецького міста Епідавр Лімера (Επίδαυρος Λιμηρά). В 20 кілометрах на південь знаходиться старовинне місто Бойя (Βοιαί), Ватика (Βάτικα).

## Відомі мешканці
- Ісидор Київський (бл. 1385—1463), східно (греко)-католицький кардинал
- Георгій Спранцес (бл. 1401—1478), візантійський історик
- Лукас Нотарас (пом. 1453), останній візантійський представник з родини Нотарас
- Янніс Ріцос (1909—1990), поет

## Галерея

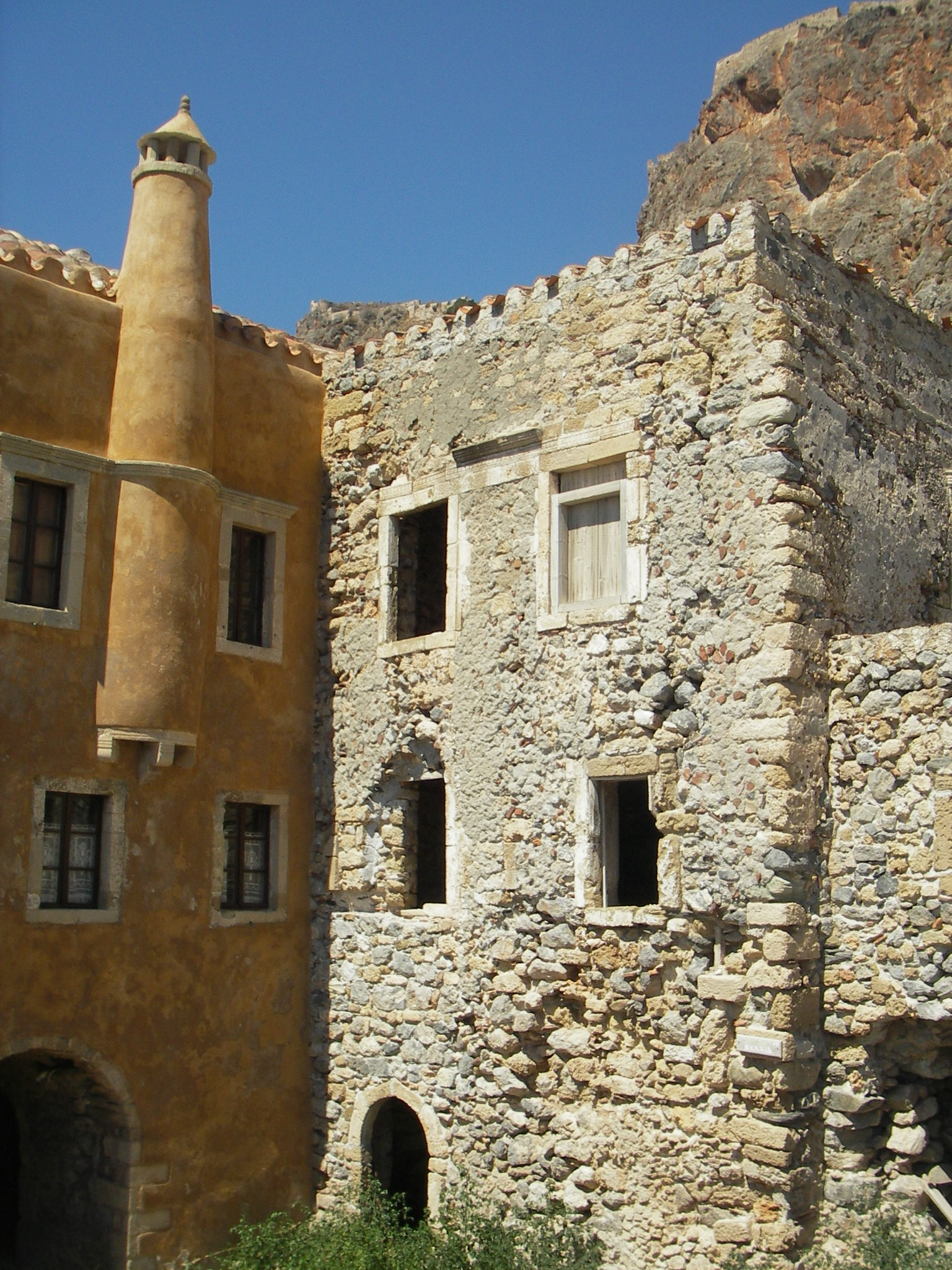
Будинок у венеційському стилі
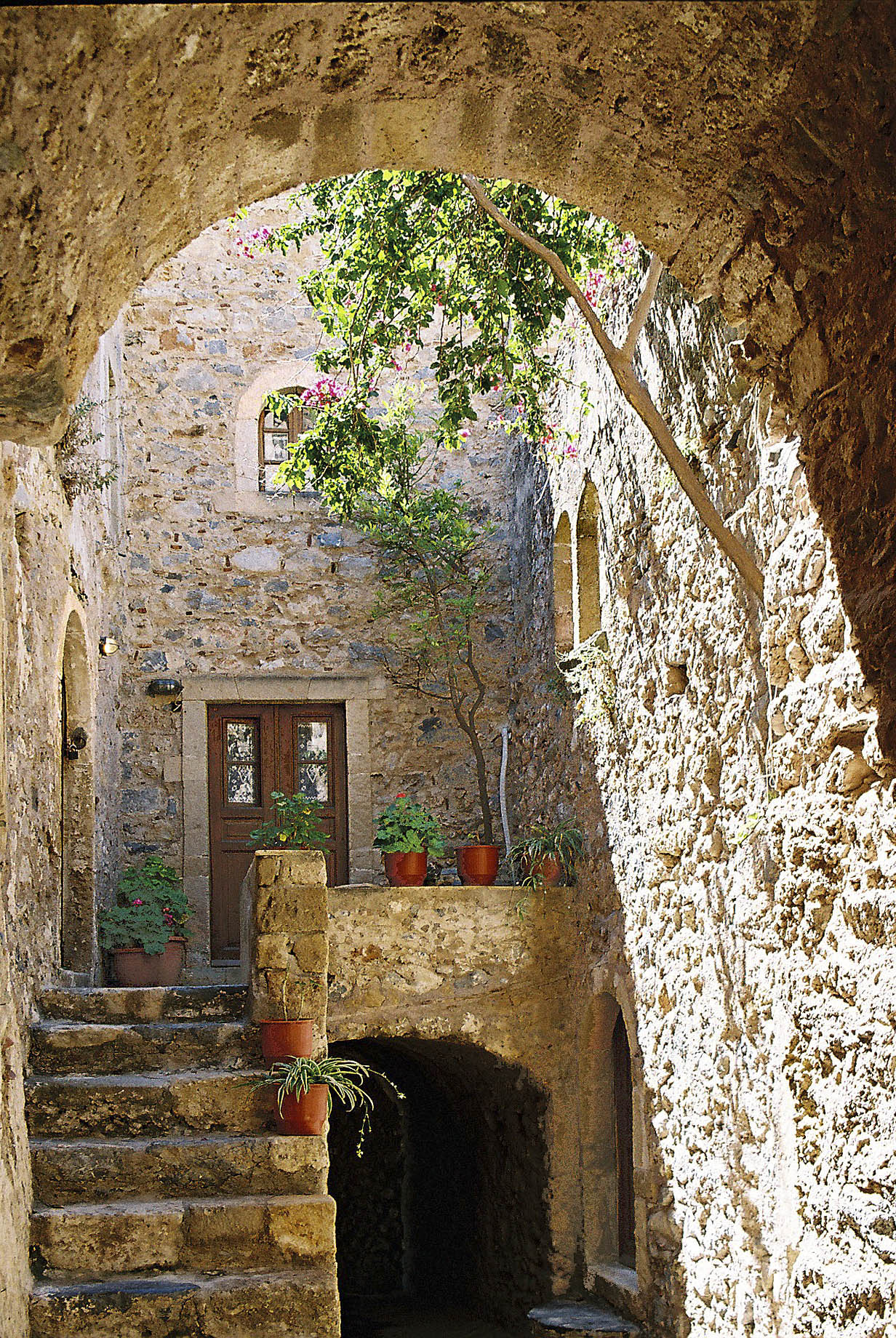
Старий будинок
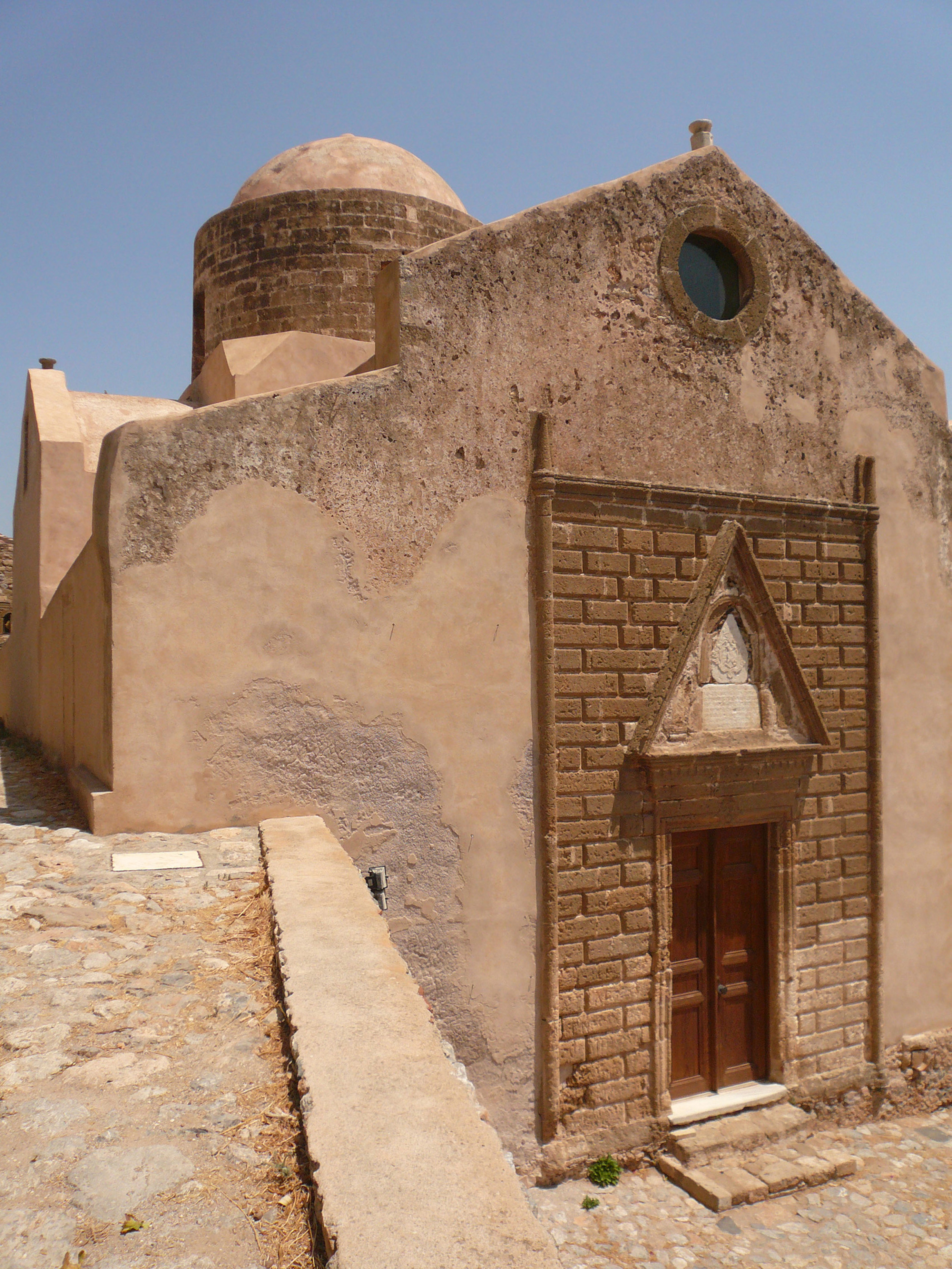
Цкрква Святого Миколая
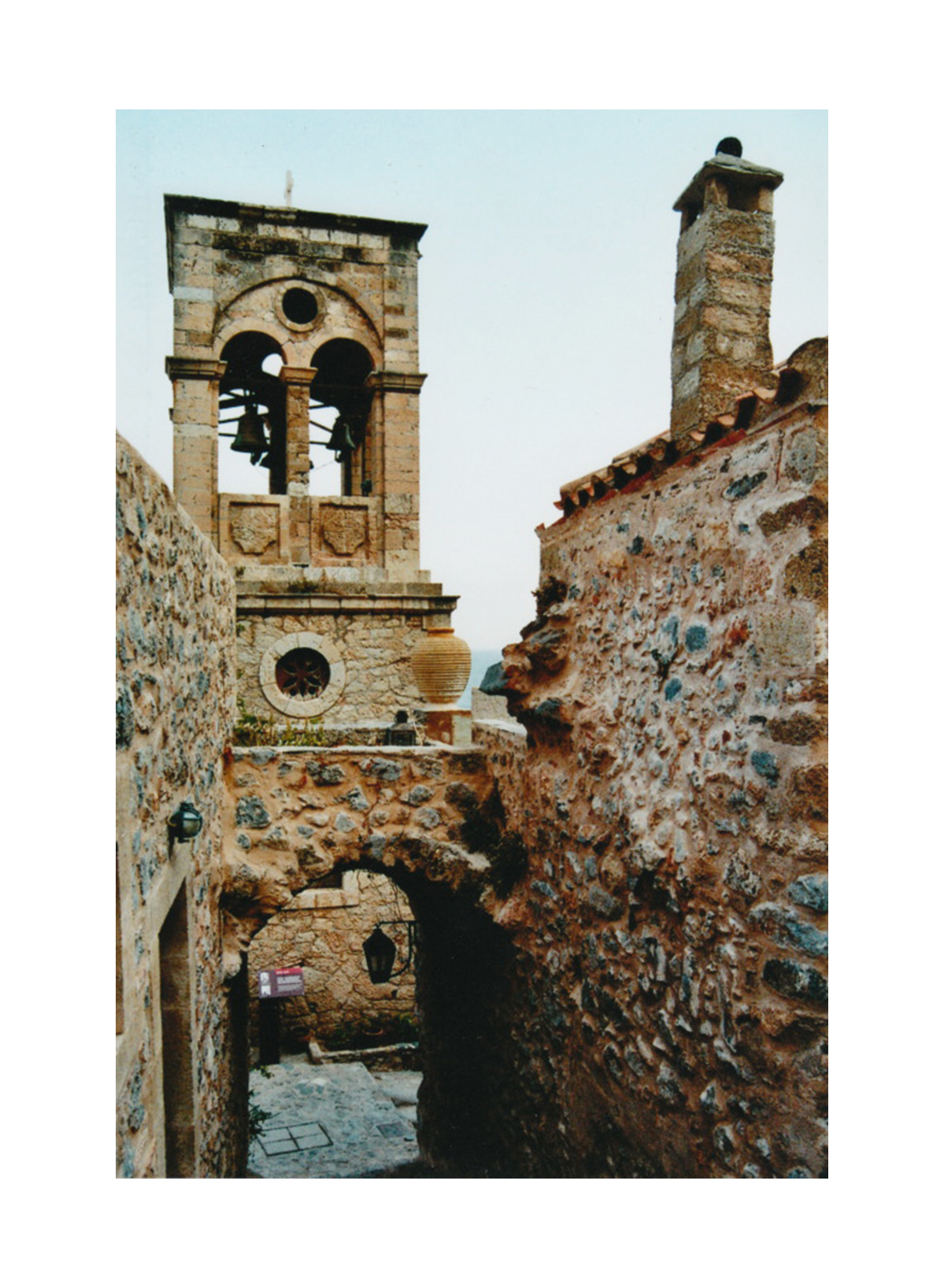
Дзвіниця
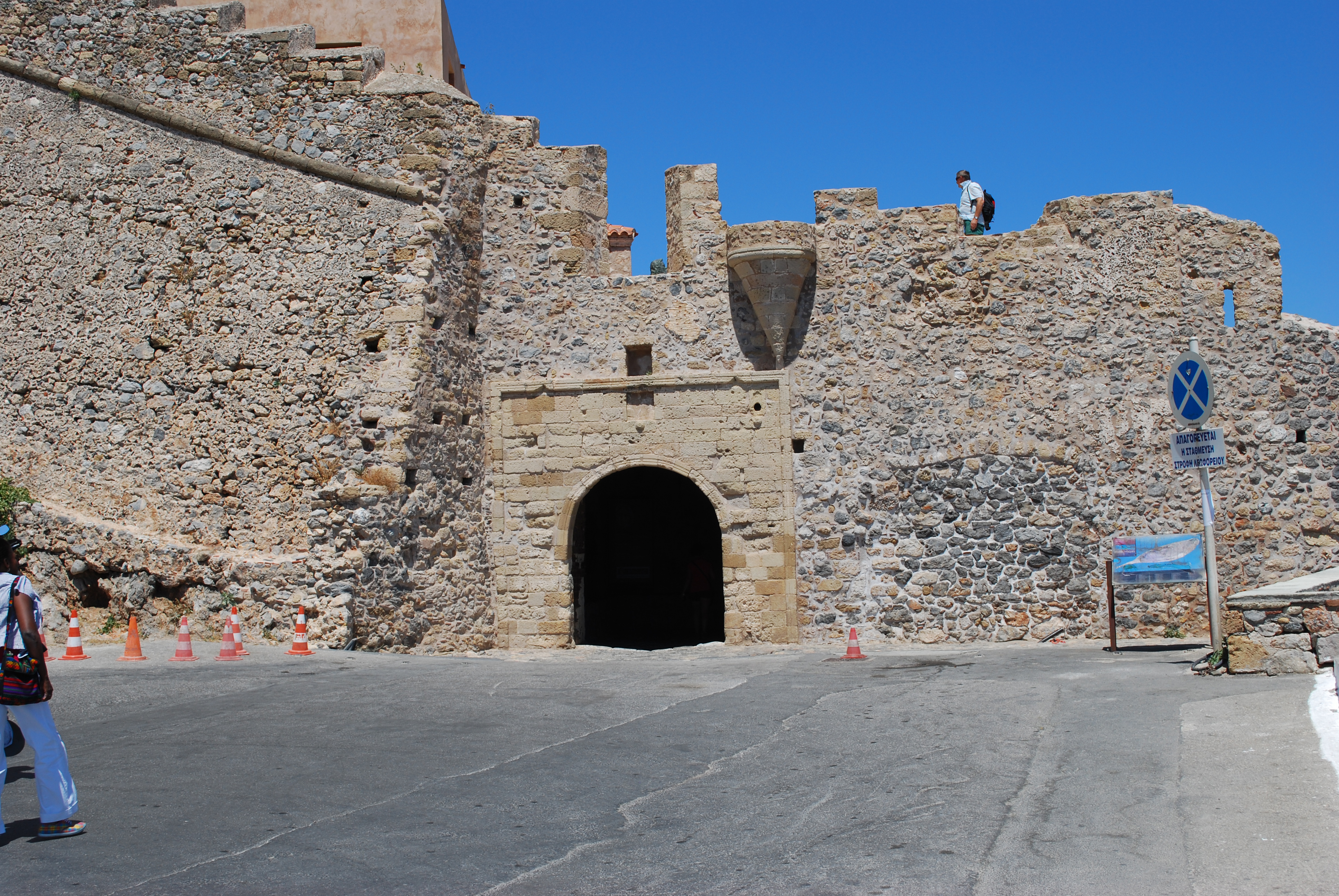
Вхід до фортеці
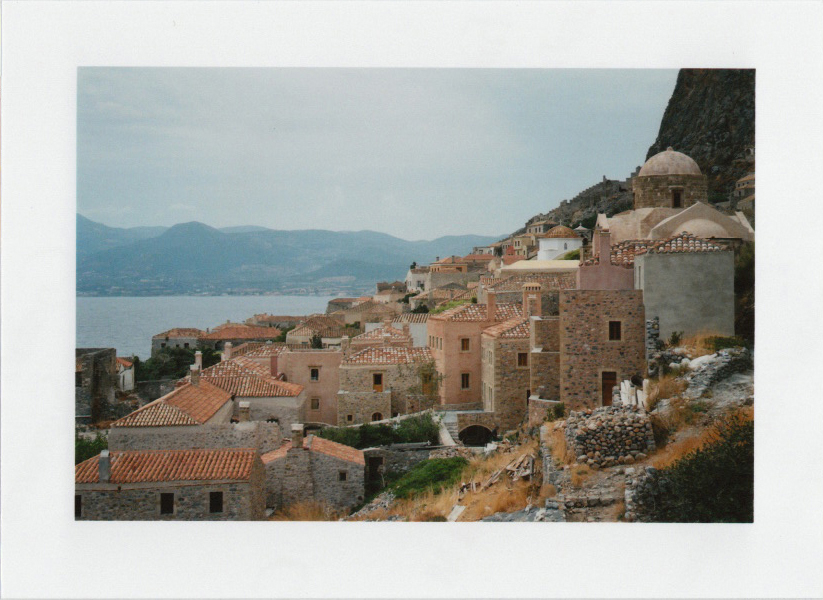
Замок
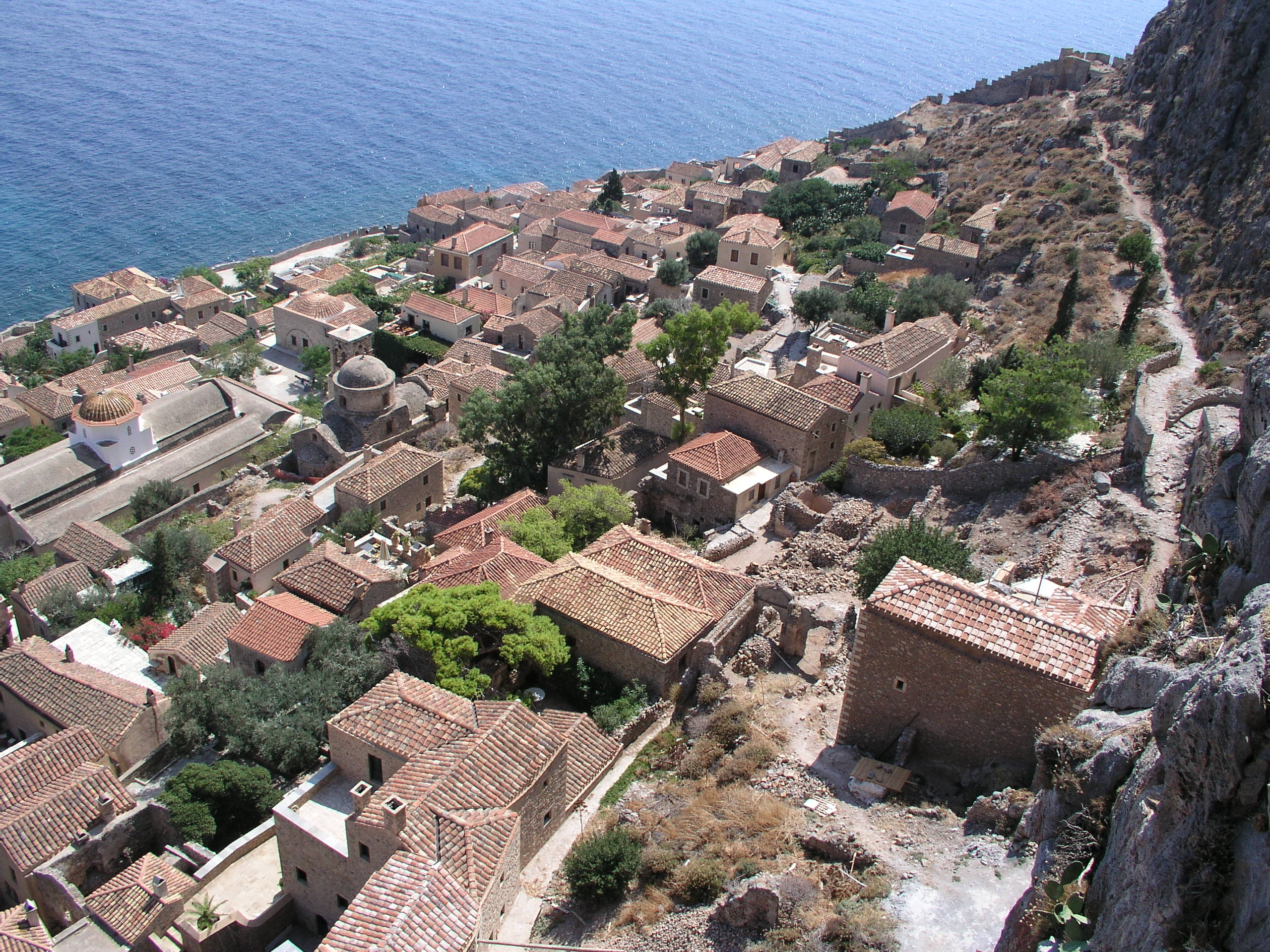
Вид на центр міста
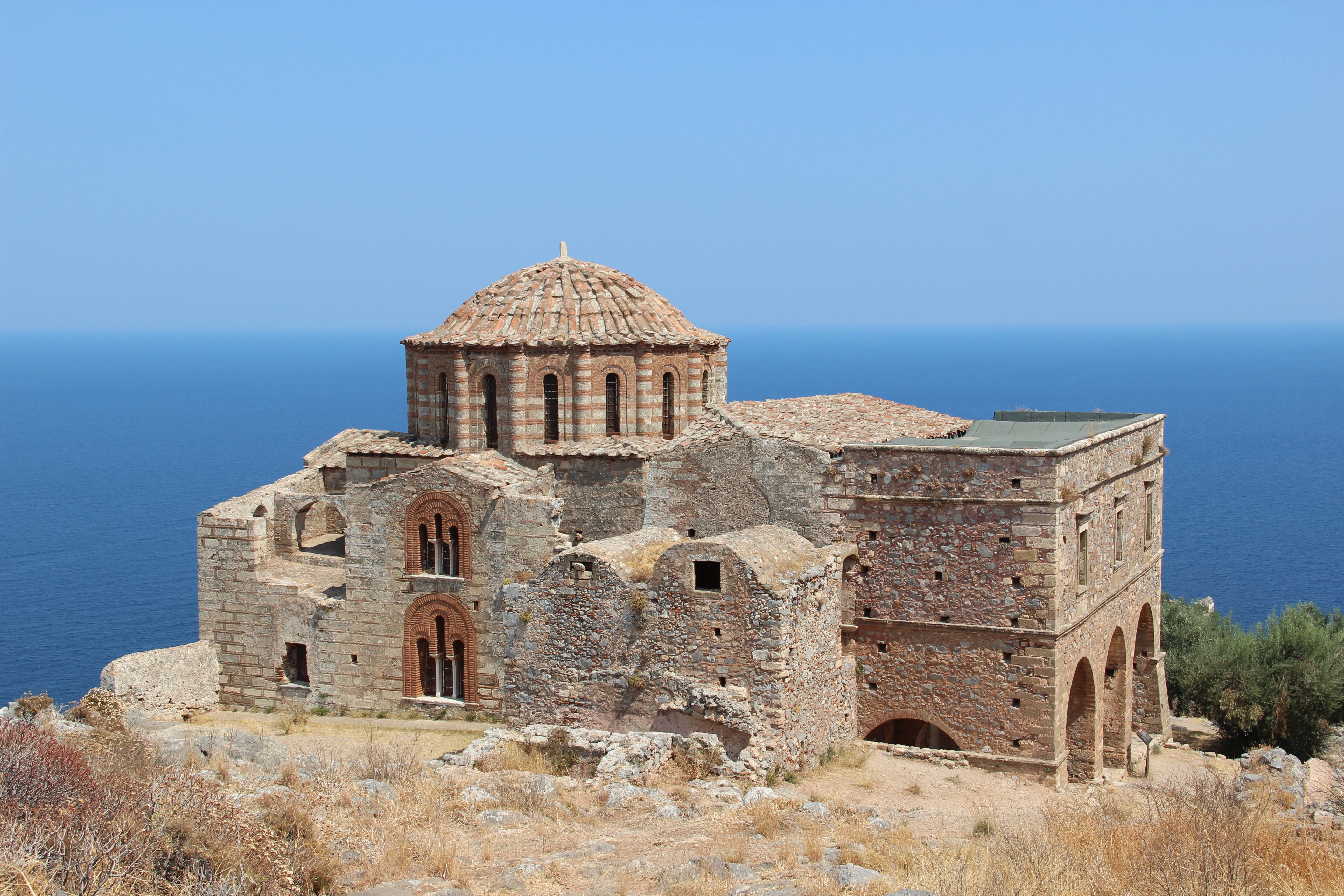
Собор Святої Софії
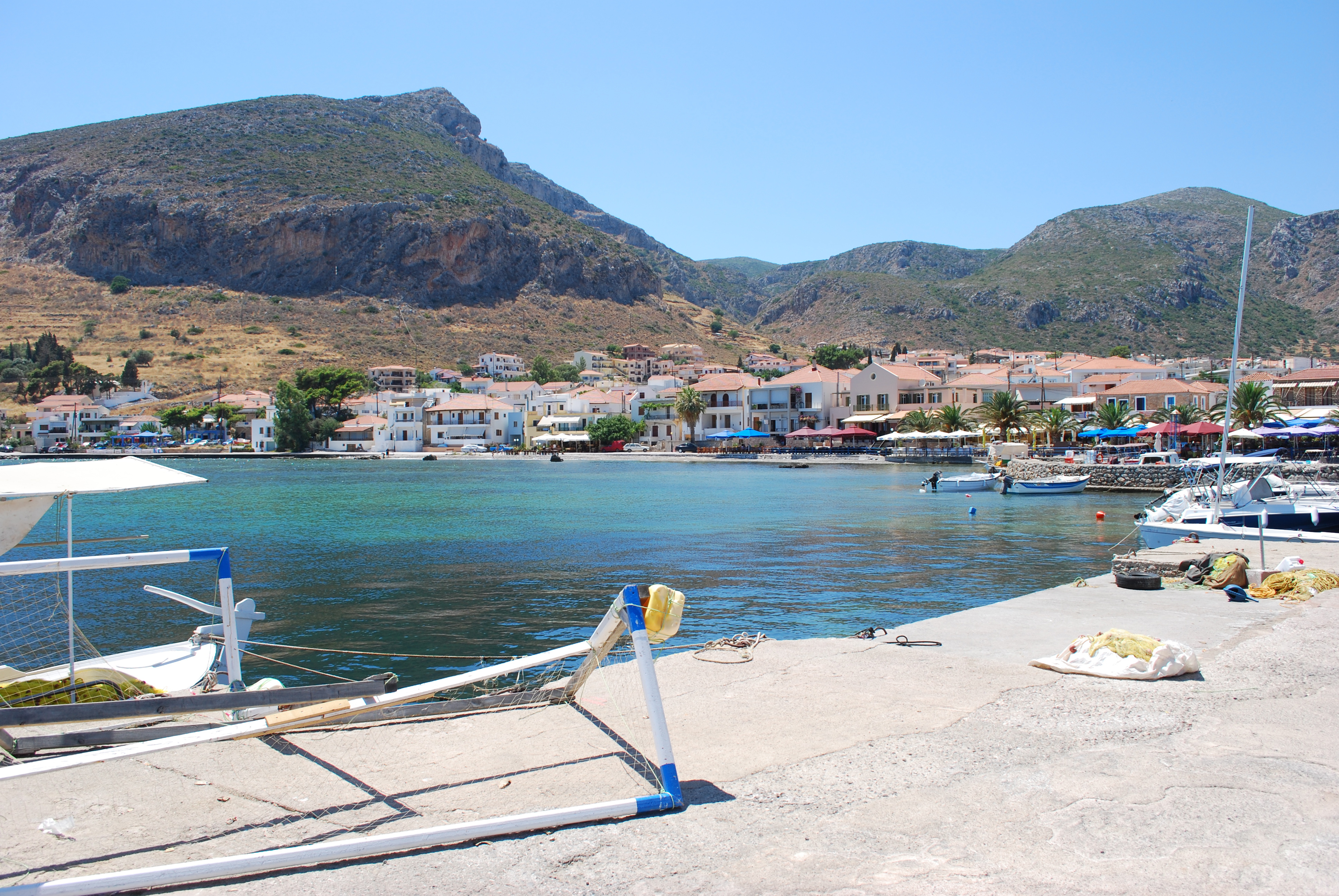
Вид на порт
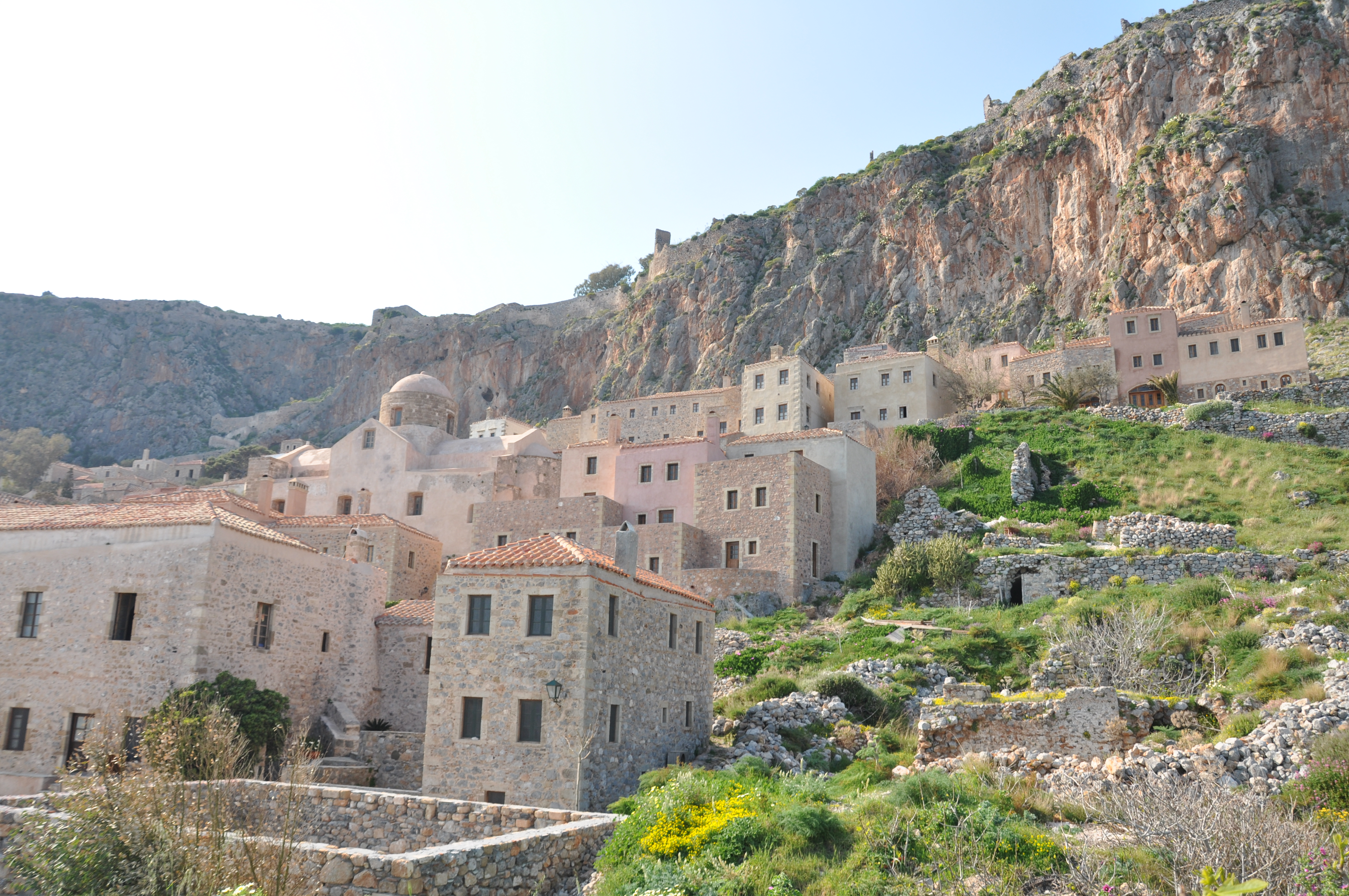
Вид на фортецю
Будинок і бюст Янніса Ріцоса
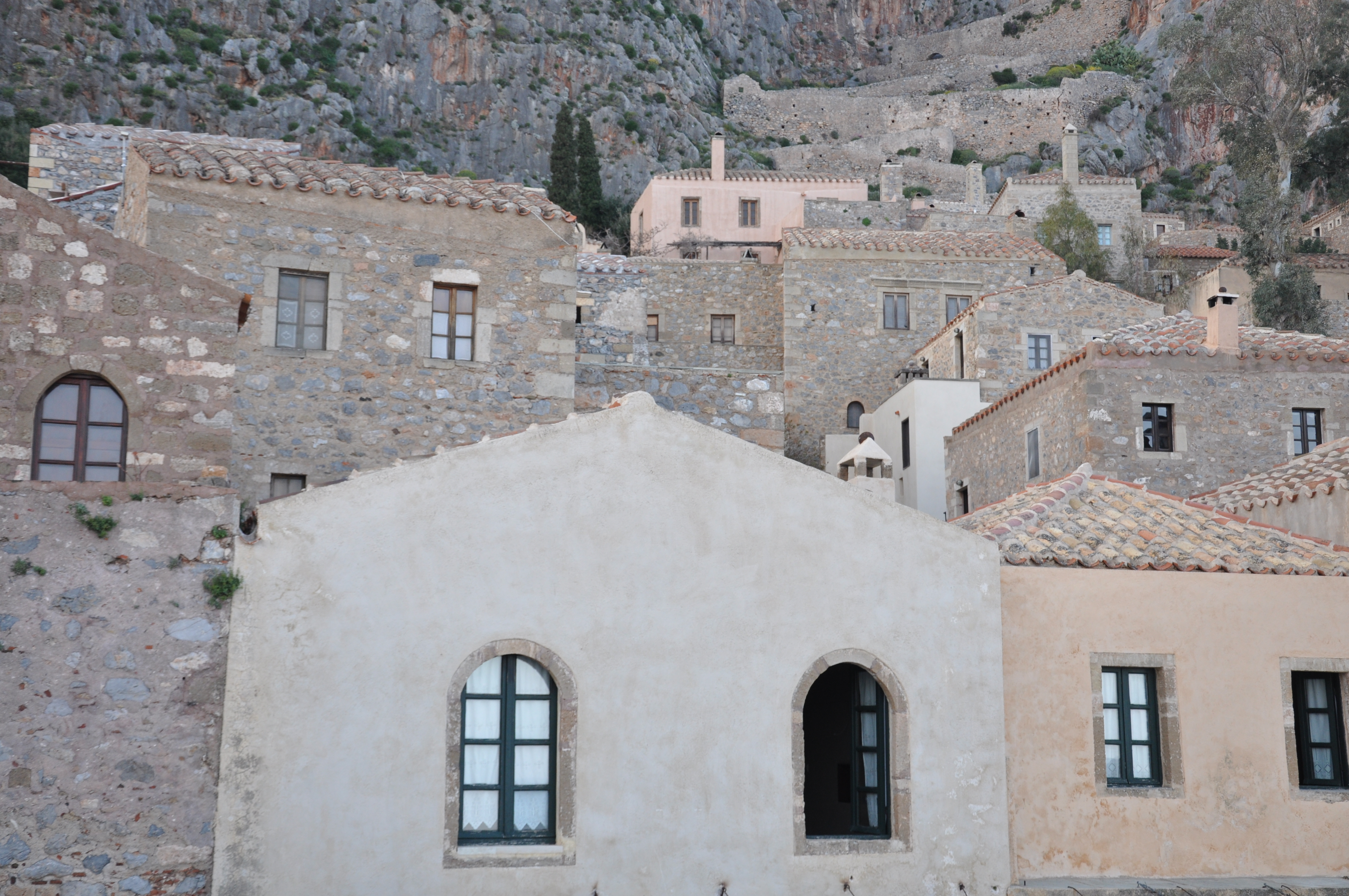
Традиційні будинки
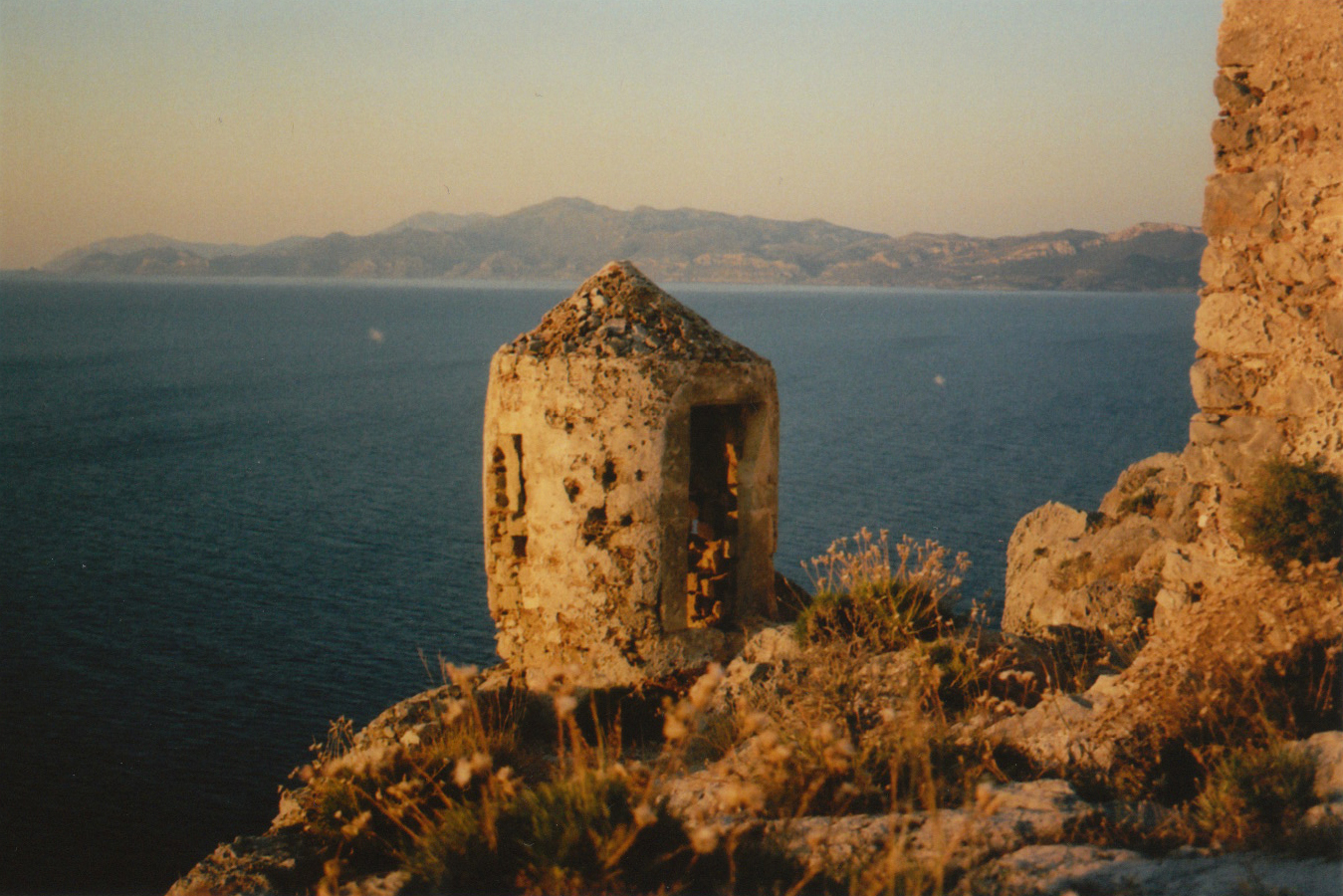
Сторожова вежа на стінах